# Iwan Doronin
Iwan Wasiljewicz Doronin (ros. Иван Васильевич Доронин, ur. 22 kwietnia?/5 maja 1903 we wsi Kamienka obecnie w obwodzie saratowskim, zm. 2 lutego 1951 w Moskwie) – radziecki lotnik morski i polarny, Bohater Związku Radzieckiego (1934).

## Życiorys
W 1920 został wojskowym Armii Czerwonej, służył we Flocie Bałtyckiej, uczył się w szkołach lotniczych w Jegorjewsku i Sewastopolu, był lotnikiem Sił Wojskowo-Powietrznych Floty Czarnomorskiej, potem lotnikiem-instruktorem w Sewastopolskiej Wojskowej Lotniczej Szkole Lotników Morskich. Od 1930 latał w lotnictwie cywilnym jako dowódca samolotu transportowego, wykonywał regularne rejsy lotnictwa Irkuck-Jakuck-Bodajbo, jako pierwszy wytyczył trasę z Irkucka do Ust-Sriedniekan nad Kołymą, w 1930 uczestniczył w ekspedycji badającej Morze Karskie. Wraz z M. Wodopianowem i W. Gałyszewem w trudnych warunkach atmosferycznych wykonał przelot na trasie Chabarowsk-Wankarem (Półwysep Czukocki), w odległości ok. 6000 km. W 1939 ukończył Akademię Wojskowo-Powietrzną im. Żukowskiego, w latach 1939-1940 był lotnikiem stacji doświadczalnej zakładu lotniczego nr 1 w Moskwie, 1940-1947 pracował w zakładzie lotniczym nr 301 w Chimkach, w 1947 zakończył służbę wojskową w stopniu pułkownika. Został pochowany na Cmentarzu Nowodziewiczym.
Jego imieniem nazwano ulice w Astrachaniu, Moskwie, Sewastopolu i szkołę we wsi Bałakowo w obwodzie saratowskim.

## Odznaczenia
- Złota Gwiazda Bohatera Związku Radzieckiego (20 kwietnia 1934)
- Order Lenina (dwukrotnie - 20 kwietnia 1934 i 5 listopada 1946)
- Order Czerwonego Sztandaru (30 kwietnia 1945)
- Order Wojny Ojczyźnianej I klasy (19 sierpnia 1944)
- Order Czerwonej Gwiazdy (3 listopada 1944)
- Medal „Za obronę Moskwy”
- Medal „Za zwycięstwo nad Niemcami w Wielkiej Wojnie Ojczyźnianej 1941–1945”
- Medal „Za ofiarną pracę w Wielkiej Wojnie Ojczyźnianej 1941–1945”
- Medal jubileuszowy „XX lat Robotniczo-Chłopskiej Armii Czerwonej”